# 韩春霖
韩春霖（1970年10月—），男，山西黎城人，中华人民共和国外交官，曾任中华人民共和国驻罗马尼亚特命全权大使，现任中华人民共和国驻哈萨克斯坦共和国特命全权大使。

## 生平
韩春霖1991年加入中国共产党，1992年参加工作，先后在对外贸易经济合作部人事司、驻澳大利亚大使馆经商处、驻悉尼总领事馆经商室、商务部人事司、商务部对外贸易谈判代表办公室任职，后任商务部反垄断局竞争政策处处长、法律处处长及驻肯尼亚大使馆经济商务参赞。2015年7月，任商务部反垄断局副巡视员。11月升任商务部反垄断局副局长兼国务院反垄断委员会办公室副主任。2018年，任山西省商务厅党组书记、厅长。2020年1月，任山西省政府办公厅党组副书记、副秘书长，职级为正厅长级。11月任长治市委副书记兼长子县委书记。2021年4月，兼任长治市委政法委书记。9月，卸任长治市委副书记兼长子县委书记。10月，卸任长治市委政法委书记。2022年5月，出任中华人民共和国驻罗马尼亚大使。2024年12月，自驻罗马尼亚大使离任，出任中华人民共和国驻哈萨克斯坦大使。